# Рио-Уаче
Рио-Уаче (исп. Río Huache) — деревня на побережье Карибского моря в Мексике, штат Кинтана-Роо, входит в состав муниципалитета Отон-Бланко. Численность населения, по данным переписи 2020 года, составила 3 человека.

## Общие сведения
Деревня представляет собой туристическое поселение, предоставляющее услуги по проживанию и водным видам отдыха на реке Уаче, озере Уаче и 500-метровом пляже на Карибском море.
Она расположена в 56 км восточнее Четумаля через залив Четумаль, в 34 км южнее посёлка Махауль по автодороге.

## Население
| Год  | Численность | Численность |
| ---- | ----------- | ----------- |
| 2000 | 33          | [ 3 ]       |
| 2005 | 2           | [ 4 ]       |
| 2010 | 5           | [ 5 ]       |
| 2020 | 3           | [ 6 ]       |

## Фотографии

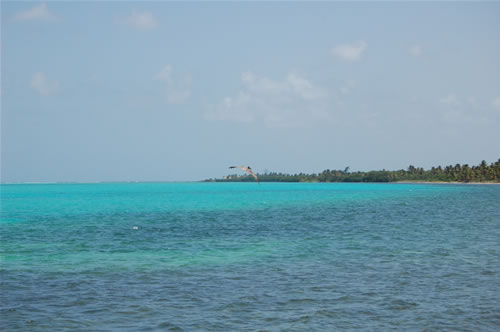
Вид на Карибское море
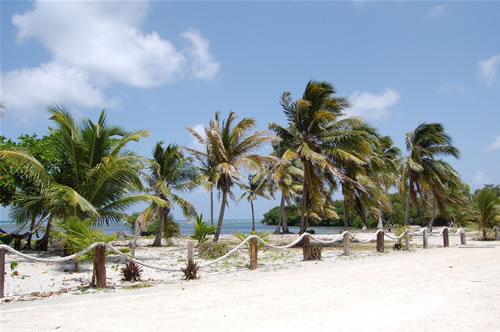
Побережье и пляж в Рио-Уаче
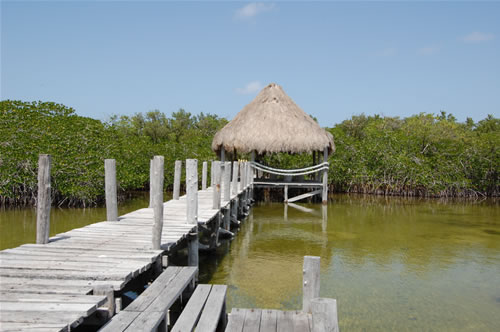
Лагуна Уаче